# Mezinárodní den epidemické připravenosti
Mezinárodní den epidemické připravenosti je mezinárodním dnem, který vyzývá každého jednotlivce, každou instituci a každou vládu, aby si tento mezinárodní den každoročně připomínali „... vhodným způsobem a v souladu s národními podmínkami a prioritami, prostřednictvím vzdělávání a osvětové činnosti, s cílem zdůraznit význam prevence epidemií, připravenosti na ně a partnerství proti nim“.
Valné shromáždění OSN ve své rezoluci ze 7. prosince 2020 vyhlásilo 27. prosinec Mezinárodním dnem epidemické připravenosti.
Impulsem k určení konkrétního dne pro toto téma byla zřejmě zkušenost s nekončící a stále nezvládnutou pandemií covidu-19. Světová zdravotnická organizace, stejně jako vlády a vedoucí představitelé po celém světě si uvědomili, že „je naléhavě nutné mít odolné a robustní zdravotnické systémy, které se dostanou k těm, kteří jsou zranitelní nebo se nacházejí v ohrožených situacích“. A konkrétně, že „je velmi zapotřebí zvyšovat povědomí, vyměňovat si informace, vědecké poznatky a osvědčené postupy, kvalitně vzdělávat a prosazovat programy týkající se epidemií na místní, národní, regionální a globální úrovni jako účinná opatření pro prevenci epidemií a reakci na ně“.
Mnohé země a regiony vítají zvýšenou pozornost, kterou jim připomínka tohoto mezinárodního dne může přinést v jejich úsilí nejen o zvládnutí pandemie covidu-19, ale i o zlepšení svých schopností reagovat do budoucna, aby byly lépe připraveny na budoucí výzvy.